# Sematophyllum steerei
Sematophyllum steerei là một loài Rêu trong họ Sematophyllaceae. Loài này được (Sharp) Ochyra miêu tả khoa học đầu tiên năm 1999.